# The Squaire

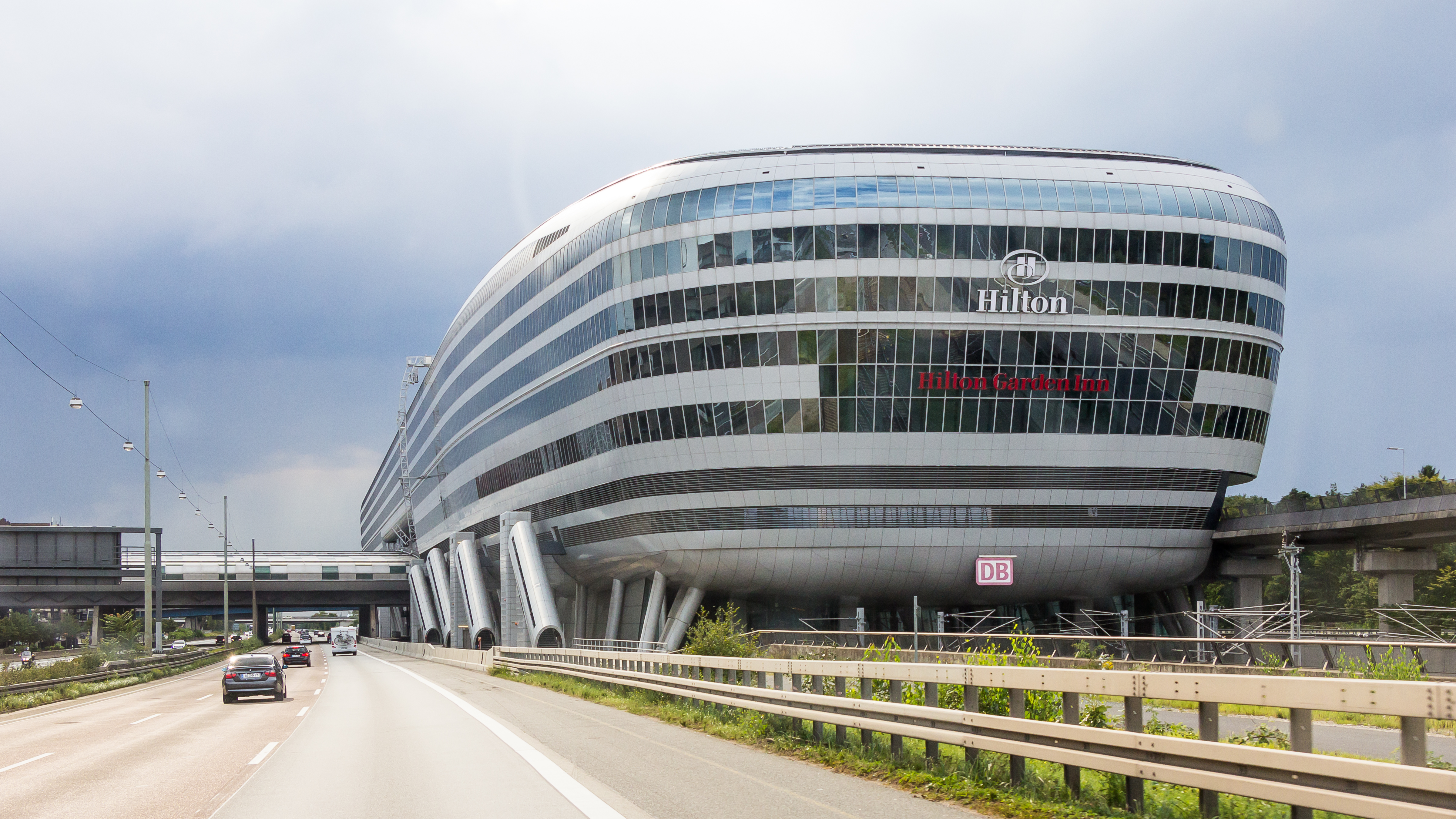
The Squaire från sydväst

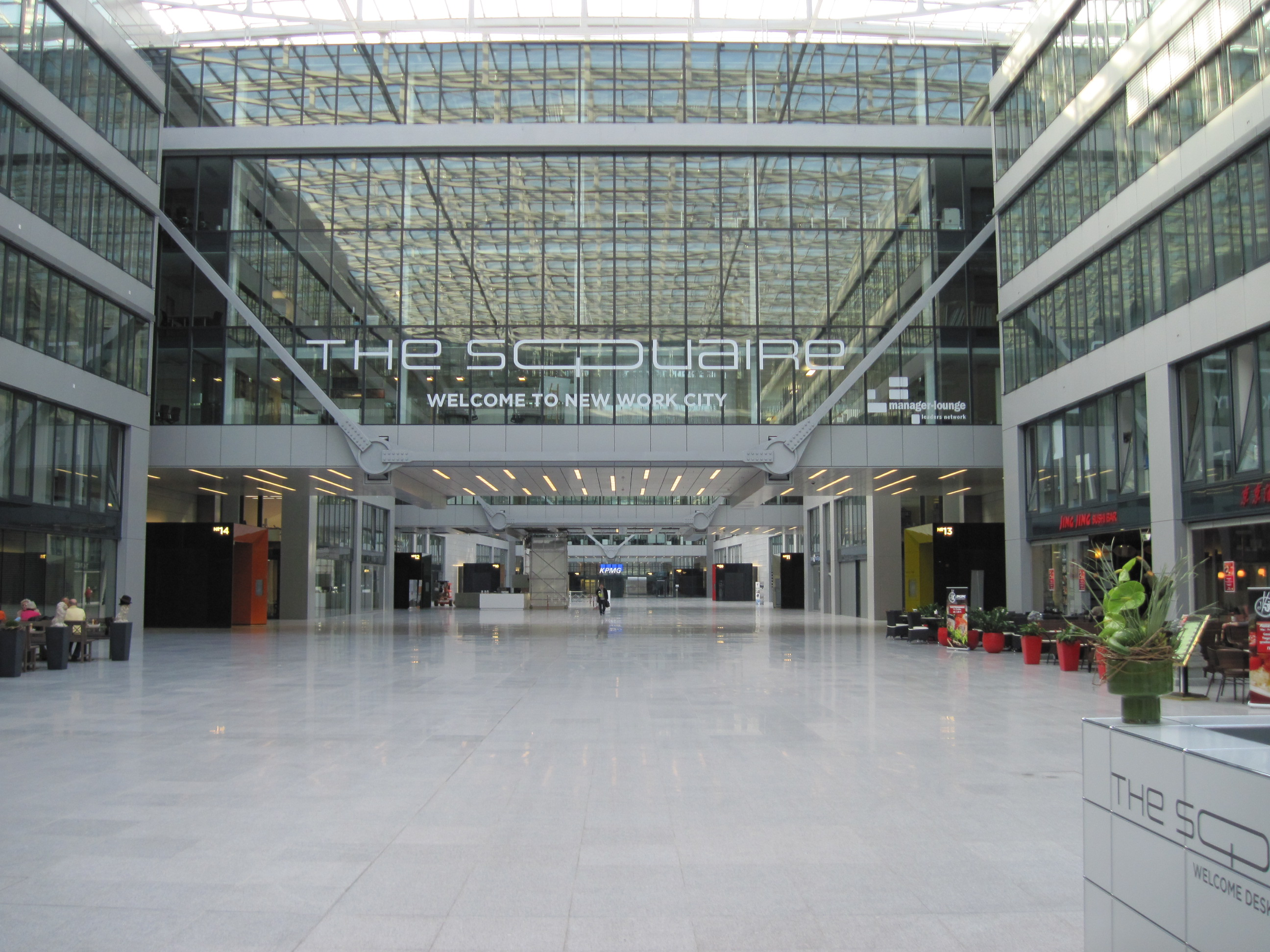
The Squaire på insidan

The Squaire är en kontorsbyggnad uppförd i anslutning till Frankfurt Mains flygplats. Byggnaden som konstruerades åren 2006-2011 är uppförd ovanpå järnvägsstationen Frankfurt (Main) Flughafen Fernbahnhof intill motorvägen A3. Byggnaden som är nio våningar hög (45 meter) och hela 660 meter lång med 140.000 m² uthyrningsbara ytor  räknas som Tysklands största kontorsbyggnad. Utöver kontor rymmer byggnaden även hotell, restauranger, en konferensanläggning, butiker och parkeringshus. De största hyresgästerna är hotellkedjan Hilton, flygbolaget Lufthansa och konsult- och revisionsföretaget KPMG.
Namnet är ett teleskopord och en kombination av de engelska orden Square, torg, och Air, luft. Under byggtiden gick byggnaden under projektnamnet Airrail center.